# 5597 Warren
5597 Warren (1991 PC13) là một tiểu hành tinh vành đai chính được phát hiện ngày 5 tháng 8 năm 1991 bởi H. E. Holt ở Đài thiên văn Palomar.